# 安妮·弗朗西斯
安妮·弗朗西斯（英語：Anne Francis，1930年9月16日—2011年1月2日），女，美国演员。曾获得金球奖音乐喜剧类剧集最佳女主角。

## 外部連結
- 安妮·弗朗西斯在互联网电影资料库（IMDb）上的資料（英文）
- 在AllMovie上安妮·弗朗西斯的頁面（英文）